# Rémy Belvaux
Rémy Nicolas Lucien Belvaux (Namur, 10 novembre 1966 – Orry-la-Ville, 4 settembre 2006) è stato un attore, regista, produttore cinematografico e scenografo belga.

## Biografia
Era fratello di Lucas Belvaux, attore e regista, e di Bruno Belvaux, regista teatrale.
Dal 1982 al 1984 studiò fumetto all'Accademia delle Belle Arti di Châtelet, per poi frequentare la scuola di cinema a Bruxelles. Nel 1992 insieme ad André Bonzel e a Benoît Poelvoorde, fu regista, produttore e attore del film Il cameraman e l'assassino, presentato con successo al festival di Cannes e vincitore del Premio André Cavens.
Il 4 febbraio 1998, a Bruxelles, fu una delle quattro persone che tirarono una torta alla crema in faccia a Bill Gates, insieme a Noël Godin.
Morì suicida all'età di 39 anni.

## Filmografia
- Il cameraman e l'assassino (C'est arrivé près de chez vous)   (1992)

## Riconoscimenti
- Premio André Cavens
  - 1992 – Vinto per Il cameraman e l'assassino[1]